# Paris–Roubaix 1925
Das Eintagesrennen Paris–Roubaix 1925 war die 26. Austragung des Radsportklassikers und fand am Sonntag, den 12. April 1925, statt.
Das Rennen ging von Le Vésinet aus über 260 Kilometer. 126 Rennfahrer starteten, von denen sich 56 platzieren konnten. Der Sieger Félix Sellier absolvierte das Rennen mit einer Durchschnittsgeschwindigkeit von 28,03 km/h.
Am Start befand sich erstmals auch eine größere italienische Delegation, darunter die beiden Stars Costante Girardengo und Alfredo Binda. Binda machte einen Ausreißversuch, doch die Gebrüder Pélissier wussten das zu verhindern. Das Peloton blieb zusammen, so dass 37 Fahrer gemeinsam die Avenue des Villas in Roubaix erreichten. Der dreifache Sieger von Paris–Brüssel, Félix Sellier, ging an Jules Vanhevel vorbei und schlug dabei das bis dahin vermutlich stärkste Fahrerfeld bei diesem Rennen. Zweiter wurde Pietro Bestetti, der damit der erste Italiener auf dem Podium von Paris–Roubaix war.